# Draconian
Draconian est un groupe suédois de doom et metal gothique, originaire de Säffle. Formé en 1994, Draconian écrit et enregistre des chansons dans une veine atmosphérique, sombre et nostalgique.

## Histoire

### Débuts et premiers albums (1994–2005)
Les débuts du groupe remontent à mai 1994, à Säffle, quand Johan Ericson (batterie et voix), Andy Hindenäs (guitares) et Jesper Stolpe (basse, voix) joignent leurs forces pour constituer un groupe de death metal mélodique aux influences black du nom de Kerberos. Quelques mois après le chanteur et poète Anders Jacobsson les rejoint, le groupe change alors son nom pour Draconian. Leur première démo, Shades of a Lost Moon, est enregistrée en 1995. La démo fait participer la flutiste et chanteuse Jessica Eriksson, la claviériste et chanteuse Susanne Arvidsson et Andreas Haag dans la section d'introduction de My Nemesis. Elle est publiée en février 1996 ; cependant, aucun contrat n'est signé. 
Au début de 1997, le groupe commence l'enregistrement d'une seconde démo, intitulée In Glorious Victory. Cependant, le groupe, insatisfait de la qualité de l'enregistrement, décide de ne pas la continuer. Susanne Arvidsson quitte le groupe pour des raisons personnelles et est remplacée en 2001 par Lisa Johansson. Dans les mois qui suivent, deux membres de Draconian doivent effectuer leur service militaire, ce qui ralentit l'activité du groupe. Leurs répétitions, cependant, continuent à un certain niveau. En 1998 et 1999, le groupe joue quelques concerts. Ils décident par la suite d'entrer à nouveau en studio. En août 1999, Draconian rengistre The Closed Eyes of Paradise, un album qui se consacre au thème de Lucifer. Entre mai et juin 2000, Andreas Karlsson, Anders Jacobsson, et Johan Ericson travaillent sur des chansons. Andy Hindenäs quitte le groupe et est remplacé par Johan Ericson à la guitare ; Jerry Torstensson jouera de la batterie.
Dark Oceans We Cry est publié en 2002, et fait participer pour la première fois Lisa Johansson. L'EP est publié sur Internet, et permet au groupe de signer avec le label Napalm Records. Le groupe enregistre alors son premier album, Where Lovers Mourn, au Studio Mega sous la supervision de Chris Silver (ancien membre de Sundown et Cemetery) en juillet 2003. À peine deux ans plus tard, sous la direction de Pelle Saether, Draconian entre au Studio Underground de Västerås pour enregistrer Arcane Rain Fell en 2005. Cet album est un album-concept: les paroles traitent de la tombée de l'ange Lucifer du paradis, puis de la naissance d'Hadès. Les titres suivent ce thème dans l'ordre chronologique.

### Activités depuis 2006
En 2006, ils commencent à travailler sur leur troisième album. Cependant, à la demande générale, le groupe décide d'abord de publier un album bonus qui comprend des chansons rééditées de la démo The Closed Eyes of Paradise. The Burning Halo comprend aussi trois chansons. À cause de problèmes liées à la production, l'album est repoussé et finalement complété en juin, avant sa sortie en septembre 2006,. En septembre 2007, Draconian enregistre son quatrième album Turning Season Within aux Fascination Street Studios d'Örebro, avec les producteurs Jens Bogren et David Castillo (Opeth, Katatonia). L'album est publié en février 2008.
En octobre 2010, Draconian annonce son entrée en studio pour son nouvel album, qu'ils prévoient pour le printemps 2011. L'album est masterisé le 1er avril 2011. En décembre, le groupe annonce sa participation au Metal Female Voices Fest IX, organisé en octobre 2011.
Le 24 juin 2011, Draconian publie son nouvel album A Rose for the Apocalypse. Le 25 juin 2011, le groupe publie une vidéo de la chanson The Last Hour of Ancient Sunlight issue de l'album A Rose for the Apocalypse. Le 15 novembre 2011, Lisa Johansson quitte le groupe pour consacrer du temps à sa famille. Le 19 septembre 2012, le groupe annonce sa nouvelle chanteuse Heike Langhans
Le 30 octobre 2015, Sovran, le sixième album studio du groupe est publié au label Napalm Records. Il est mixé et masterisé par Jens Bogren au Fascination Street Studios. Sovran est le premier album à faire participer Heike Langhans qui a également co-écrit certaines des chansons. Deux single sont issues de l'album, un lyrics vidéo appelé Rivers Between Us avec comme invité Daniel Änghede suivi d'un clip nommé Stellar Tombs

## Style musical
Le style musical de Draconian peut être qualifié de metal gothique, tout en s'appuyant sur les bases du death-doom. Leur musique reprend les caractéristiques typiques du death-doom en l'agrémentant d'arrangements mélodiques et d'atmosphères mélancoliques typiques du metal gothique. La partie instrumentale est marquée par la présence de sections de guitares lourdes et oppressantes agrémentées d'arrangement de piano suggérant des atmosphères tristes et nostalgiques. Leur musique est par ailleurs un exemple caractéristique de l'esthétique dite de belle et la bête. Leur musique s'appuie en effet sur des parties vocales puissantes en grunt qui sont contrebalancées par une voix claire féminine angélique et romantique.

## Membres

### Membres actuels
- Anders Jacobsson –  chant (depuis 1994), clavier (1994-1999)
- Lisa Johansson - chant (2002-2011, 2022-)
- Johan Ericson – guitare solo (depuis 2002), batterie (1994-2002), chœurs (depuis 1997)
- Jerry Torstensson – batterie, percussions (depuis 2000)
- Daniel Arvidsson –  guitare rythmique (2005-2022) basse (depuis 2022)
- Niklas Nord - guitare rythmique (depuis 2022)

### Anciens membres
- Heike Langhans – chant (2012–2020)
- Susanne Arvidsson – chant, clavier (1995–1997)
- Andy Hindenäs – guitare solo (1994–2002)
- Magnus Bergström – guitare rythmique (1996–2005)
- Jesper Stolpe – basse (1994–2002, 2004–2005)
- Thomas Jäger – basse (2002–2004)
- Fredrik Johansson – basse (2006–2016)
- Andreas Karlsson – clavier, programmation (1997–2005)

### Membres de session
- Jessica Eriksson – flute, chant (sur Shades of a Lost Moon)
- Andreas Haag – clavier (sur Shades of a Lost Moon)
- Olof Götlin – violon (sur Where Lovers Mourn)
- Paul Kuhr – chant (parlée) (sur Turning Season Within)
- Daniel Anghede – chant (sur Sovran) et basse (sur Under a Godless Veil)
- Daniel Neagoe - narration (sur Under a Godless Veil)
- Daniel Arvidsson - chant (sur Under a Godless Veil)
- Erik Arvinder - instrument à cordes (sur Under a Godless Veil)

### Membres live
- Lisa Cuthbert - chant (depuis 2016)
- Daniel Änghede - basse (depuis 2016)
- Tarald Lie - batterie (depuis 2016)
- Elena Andersson - clavier (2006-2007)

## Discographie

### Albums studio
- 2003 : Where Lovers Mourn
- 2005 : Arcane Rain Fell
- 2006 : The Burning Halo
- 2008 : Turning Season Within
- 2011 : A Rose for the Apocalypse
- 2015 : Sovran
- 2020 : Under a Godless Veil

### Promos
- 1997 : In Glorious Victory
- 2000 : Frozen Features

### Démos
- 1995 : Shades of a Lost Moon
- 1999 : The Closed Eyes of Paradise
- 2002 : Dark Oceans We Cry

### Singles
- 2008 : No Greater Sorrow

## Vidéographie

### Clips
- 2011 : The Last Hour of Ancient Sunlight, tiré de l'album A Rose for the Apocalypse, réalisé par Jakob Arevarn
- 2016 : Stellar Tombs, tiré de l'album Sovran, réalisé par Bowen Staines
- 2020 : Sleepwalkers, tiré de l'album Under a Godless Veil, réalisé par Natalia Drepina
- 2021 : The Sethian, tiré de l'album Under a Godless Veil

### Clips lyriques
- 2015 : Rivers Between Us, tiré de l'album Sovran
- 2020 : Lustrous Heart, tiré de l'album Under a Godless Veil
- 2020 : Sorrow of Sophia, tiré de l'album Under a Godless Veil, réalisé par Natalia Drepina
- 2020 : The Sacrificial Flame, tiré de l'album Under a Godless Veil
- 2020 : Moon Over Sabaoth, tiré de l'album Under a Godless Veil

### Clips live
- 2019 : The Marriage of Attaris, tiré de l'album Sovran
- 2019 : The Wretched Tide, tiré de l'album Sovran